# Nancy Mackay
Pour les articles homonymes, voir MacKay.
Nancy Mackay, née Murrall le 6 avril 1922 à Smethwick, dans les Midlands de l'Ouest, en Angleterre et morte à Bowmanville le 4 janvier 2024, est une athlète canadienne.

## Biographie
Nancy Mackay obtient la médaille de bronze en relais 4 x 100 mètres lors des Jeux olympiques d'été de 1948 à Londres, avec Diane Foster, Viola Myers et Patricia Jones. 

## Palmarès
- Jeux olympiques de 1948 à Londres
  -  Médaille de bronze en relais 4 × 100 m